# Epitaph (альбом Garden of Delight)
Epitaph — второй студийный альбом немецкой готической группы Garden Of Delight, вышедший в 1992 году на лейбле Dion Fortune Records.

## Об альбоме
Поскольку вскоре после выхода дебютного альбома группы, Enki's Temple, гитарист Pisacane покинул коллектив, вокалист Артауд Сет взялся за работу над диском в одиночку. Этим и объясняется преимущественно «эмбиентная» направленность представленных на альбоме композиций: Артауд практически не умел играть на гитаре, поэтому основной акцент был сделан на клавишные партии.
Уже после выхода альбома к группе присоединились гитарист Том О’Коннелл и басист Адриан Хейтс; в новом составе Garden Of Delight провели своё первое мини-турне в поддержку Epitaph.

## Тематика
Альбом, как и предыдущий диск группы, посвящён преимущественно шумерской мифологии. В песне «Christendom» Артауд Сет впервые выразил свою глубокую неприязнь к христианству; из-за этого первые концертные выступления группы были встречены неодобрительными отзывами немецких газет. Песня «The White Goddess» посвящена неоязыческому образу «Белой Богини», объединяющему черты нескольких божеств древних мифологий.

## Список композиций
Все тексты и вся музыка: Артауд Сет.
1. «Shallow Ground» — 4:43
2. «Christendom» — 3:30
3. «Insight» — 4:10
4. «The White Goddess» — 6:48
5. «The Epic of the Sumer Ziusudra» — 5:44
6. «Epitaph» — 2:09
7. «And Into Earth Shall We Return» — 6:06

## Участники записи
- Артауд Сет — вокал, все инструменты и программирование